# رومان كاسبرزيك
رومان كاسبرزيك (بالبولندية: Roman Kasprzyk)‏ هو لاعب كرة قدم بولندي في مركز الهجوم، ولد في 4 سبتمبر 1942 في أشفنشم في بولندا. شارك مع منتخب بولندا لكرة القدم. أما مع النوادي، فقد لعب مع رتش شوروزو.

## وصلات خارجية
- رومان كاسبرزيك على موقع قاعدة بيانات كرة القدم.إي يو (الإنجليزية)